# デバイ緩和
デバイ緩和（デバイかんわ、英：Debye relaxation）とは、単一の緩和時間をもつ誘電緩和のこと。
物質に外部電場を与えると、分極が生成する。電場の振動数が大きくなると、生成する分極に遅れが生じる。これは応答までに時間がかかることに起因する。物質が単一の指数関数{\displaystyle e^{-t/\tau }}のような時間応答するとき、誘電率は以下のように表せる。
{\displaystyle \varepsilon (\omega )=\varepsilon (\infty )+{\frac {\varepsilon (0)-\varepsilon (\infty )}{1+i\omega \tau }}}
デバイ緩和は、液体や高分子などでよく成り立つ。
物理学者ピーター・デバイが誘電緩和という物理概念を導入したことから、誘電緩和はデバイ緩和ともいう。